# 太魯閣地區
太魯閣地區指太魯閣族之家園、獵場以及生活領域。。
到清朝末期為止，太魯閣群皆居住於今秀林鄉境山區,以居住區、狩獵區來說，居住範圍大致如下：
東界：北起大濁水溪入海處，向南沿清水斷崖，經今崇德、秀林、三棧、加灣、佳民、佳山等地稍西的山腹地，又由佳山折向西邊在加禮宛、七腳川相連之線以西山區，迄於木瓜溪右岸之賀田山。
南界：東起賀田山、經木瓜溪，抵達支亞干溪中上游以北之山區。
西界：以中央山脈為界。
北界：西自經中央山脈，經瓦黑爾，蓮花池，在折北沿朝暾山西側，抵大濁水溪中游，然後
折東，以大濁水溪為界，南面為太魯閣族的居住地區，北面為泰雅族南澳群的居住地區。
由於分布過於遼闊，太魯閣族常將居住地分為內太魯閣、外太魯閣與巴托蘭三個地區。
但在大正7年（1918年）因日治集團移住政策，日本官方經由勸導或迫另令各部落遷離深山，移住於日本人所指定的居住區定居，此工作截止昭和12年（1937）才告一段落。由秀林鄉境山區遷移到秀林鄉、萬榮鄉、卓溪鄉等山麓地區。